# Michalovice, Havlíčkův Brod
Michalovice là một làng thuộc huyện Havlíčkův Brod, vùng Vysočina, Cộng hòa Séc.